# Banc Industrial dels Pirineus
El Banc Industrial dels Pirineus o Banc de Coordinació Industrial o Banc dels Pirineus va ser un banc català fundat l'any 1974. Va fer suspensió de pagaments 1981.